# Lolly Debattista
Emmanuel Debattista (* 21. Dezember 1929; † 2. Mai 2021), besser bekannt als Lolly Debattista, war ein maltesischer Fußballspieler auf der Position eines Verteidigers.  Er war der erste Spieler, der in der Saison 1954/55 zum Fußballer des Jahres in Malta gewählt wurde. Nach dem Ende seiner aktiven Laufbahn arbeitete Debattista viele Jahre als Trainer.

## Laufbahn

### Verein
Debattista begann seine Laufbahn bei Floriana Ajax; einer Jugendmannschaft, die in der Saison 1948/49 dem FC Floriana angegliedert wurde. Nachdem einige der jungen Männer an zwei prestigeträchtigen Siegen gegen Florianas Erzrivalen Sliema Wanderers (unter anderem einem 5:0) beteiligt waren, hatten sie den Sprung in die erste Mannschaft dauerhaft vollzogen.
Debattista spielte während seiner gesamten aktiven Laufbahn, die er 1967 beendete, beim FC Floriana und gewann mit den „Evergreens“ siebenmal die maltesische Fußballmeisterschaft und neunmal den Pokalwettbewerb.

### Nationalmannschaft
Am 28. Juni 1962 bestritt Debattista das allererste Länderspiel der maltesischen Nationalmannschaft in einem offiziellen Turnier: ein EM-Qualifikationsspiel gegen Dänemark, das 1:6 verloren wurde.

### Trainer
Debattista begann seine Trainertätigkeit im Nachwuchsbereich seines langjährigen Vereins FC Floriana und war später Assistenztrainer der ersten Mannschaft unter Führung seines Cousins Lolly Borg, der in der Saison 1961/62 Fußballer des Jahres in Malta war.
1975 wurde Debattista Cheftrainer der Ħamrun Spartans, mit denen ihm in der Saison 1975/76 auf Anhieb der Aufstieg in die erste Liga gelang. Im Dezember 1976 wurde er vom FC Valletta verpflichtet, mit dem er zweimal hintereinander die Pokalfinals gegen seinen Exverein Floriana erreichte und in beiden Fällen gewann. Außerdem gewann er in der Saison 1977/78 auch den Meistertitel mit den „Citizens“.
Später war er als Trainer noch für den St. Patrick FC und die Senglea Athletics im Einsatz. Außerdem trainierte er noch einmal den FC Floriana sowie in den frühen 1990er Jahren die Ħamrun Spartans, mit denen er 1992 den maltesischen Pokalwettbewerb und den Supercup gewann. Noch im hohen Alter war er im Nachwuchsbereich des FC Floriana als Masseur tätig.

## Erfolge

### Als Spieler
- Maltesische Meisterschaft: 1950, 1951, 1952, 1953, 1955, 1958, 1962
- Maltesischer Pokalsieger: 1950, 1953, 1954, 1955, 1957, 1958, 1961, 1966, 1967
- Maltas Fußballer des Jahres: 1957

### Als Trainer
- Maltesischer Meister: 1978
- Maltesischer Pokalsieger: 1977, 1978, 1992